# Gemengde techniek

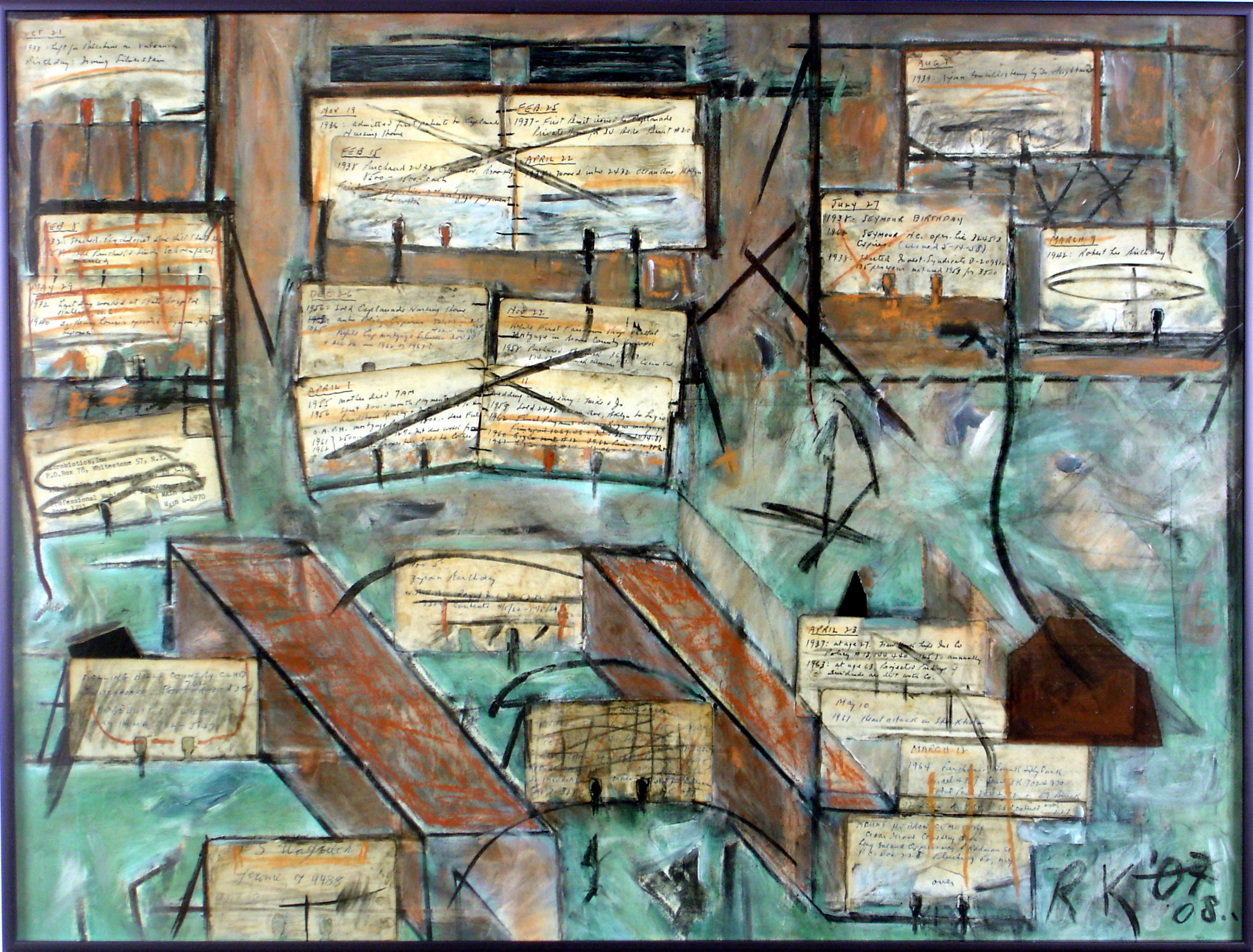
Robert Kehlmann: Family History, 2008 (gemengde techniek)

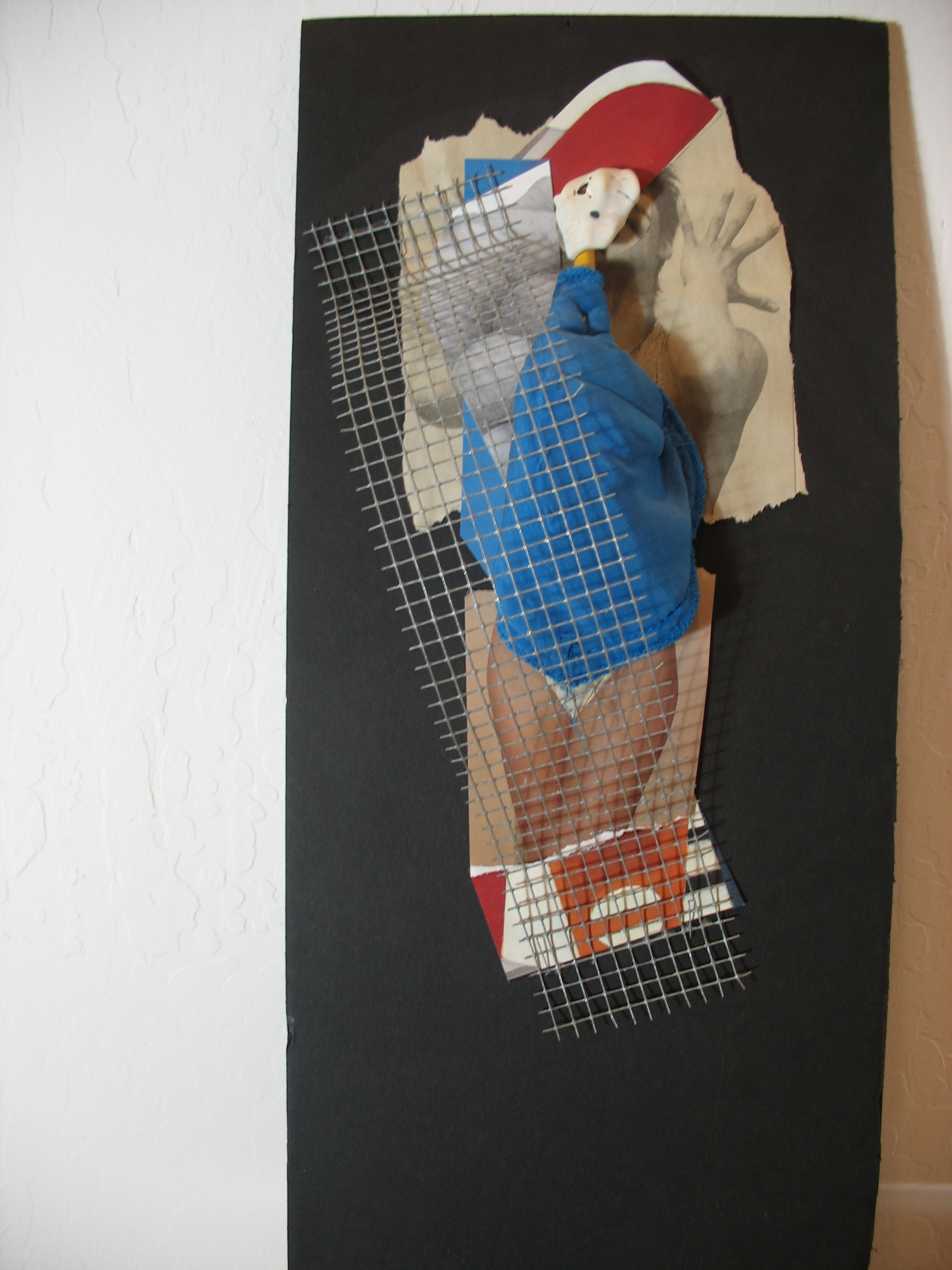
Doren Robbins: Hostage Libido (gemengde techniek)

Gemengde techniek (Engels: mixed media) is een begrip uit de beeldende kunsten dat refereert aan een kunstobject of kunstinstallatie, bestaande uit meer dan een kunstmedium. Er worden meerdere media tezamen gebruikt. Het resultaat is niet per se een collage, maar veeleer een schilderkunstige techniek.

## Verschil tussen mixed media en multimediakunst
Mixed media is een kunstvorm die ernaar streeft om verschillende kunstmedia in een logische of onlogische co-existentie bij elkaar te plaatsen. Bijvoorbeeld: een schilderij dat bestaat uit verf, inkt, touwen, krantenpapier en gedroogde bladeren. Dit is geen multimediakunst.
De term multimedia verwijst naar een breder terrein dan mixed media. Multimedia heeft betrekking op zintuiglijke kunstmedia, zoals beeld (visuele media), geluid, licht, dans, muziek, drama, literatuur en interactiviteit. Het heeft hier dus geen betrekking op de materiële aard van het medium, maar wel op de zintuiglijke.

## Het maken van mixed media
Bij het creëren van een kunstwerk, behorende tot de gemengde techniek (of mixed media), is het voor een kunstenaar belangrijk de juiste materialen en de juiste procedures te kiezen. Er moet voldoende droogtijd in acht genomen worden tussen het aanbrengen van de lagen van het werk om tot een stevig en coherent geheel te komen.
Olieverf moet bijvoorbeeld lang genoeg uitdrogen, vooraleer een kunstenaar met lijm een collage erop zou kunnen maken. Een vuistregel binnen de gemengde techniek is: start niet met olieverf als ondergrond, omdat deze verf moeilijk lijm dan wel aquarel of acrylverf kan verdragen.

## Digitaal
Ook is er tegenwoordig een moderne digitale variant van mixed media, hierbij worden componenten van foto's met behulp van de computer bij elkaar gebracht.

## Assemblage-kunst
- Installatie (kunstwerk)
- Multimedia